# مقاطعة هايندز (ميسيسيبي)
مقاطعة هايندز هي مقاطعة في مسيسيبي، بلغ عدد سكانها 245٬285  نسمة، في 2010، عاصمتها جاكسون، مسيسيبي، وريموند، تبلغ مساحتها 2٬272 كيلومتر مربع.

## الموقع
تشترك في الحدود مع:
- مقاطعة يازو (ميسيسيبي)
- مقاطعة كوبيا (ميسيسيبي).

## التقسيمات الإدارية
- جاكسون، مسيسيبي.

## أعلام
- باد كوكريل
- جورج بي. بومر
- كيت ستون